# Zanjeer (film 1973)
Zanjeer è un film del 1973 diretto da Prakash Mehra.

## Colonna sonora
Musiche di Kalyanji Anandji.
1. Lata Mangeshkar – Bana Ke Kyon Bigada Re – 3:25
2. Asha Bhosle – Chakku Chhuriyan Tej Kara Lo – 3:45
3. Mohammed Rafi, Lata Mangeshkar – Deewane Hai Deewanon Ko – 4:35
4. Asha Bhosle – Dil Jalon Ka Dil Jala Ke – 3:55
5. Manna Dey – Yari Hai Imaan Mera – 6:20

## Remake
| Anno | Film                 | Lingua         | Attori                                       | Registi            |
| ---- | -------------------- | -------------- | -------------------------------------------- | ------------------ |
| 1974 | Nippulanti Manishi   | Telugu         | N. T. Rama Rao, Kaikala Satyanarayana, Latha | S. D. Lal          |
| 1974 | Sirithu Vazha Vendum | Tamil          | M. G. Ramachandran, Latha                    | S. S. Balan        |
| 1980 | Naayattu             | Malayalam      | Jayan, Prem Nazir                            | Sreekumaran Thampi |
| 2013 | Zanjeer / Toofan     | Hindi / Telugu | Ram Charan, Priyanka Chopra                  | Apoorva Lakhia     |